# 2025年世界水泳選手権ガイアナ選手団
2025年世界水泳選手権ガイアナ選手団は、2025年7月11日から8月3日までシンガポールで開催された第22回世界水泳選手権のガイアナ選手団、およびその競技結果。

## 選手団
- 人員: 選手 2人

## 選手名簿・結果
| 選手                 | 種目               | 予選      | 予選 | 準決勝   | 準決勝   | 決勝     | 決勝     |
| 選手                 | 種目               | 結果      | 順位 | 結果     | 順位     | 結果     | 順位     |
| -------------------- | ------------------ | --------- | ---- | -------- | -------- | -------- | -------- |
| レイクウォン・ノエル | 男子100mバタフライ | 53秒91    | 45位 | 予選敗退 | 予選敗退 | 予選敗退 | 予選敗退 |
| レイクウォン・ノエル | 男子200mバタフライ | 1分59秒89 | 27位 | 予選敗退 | 予選敗退 | 予選敗退 | 予選敗退 |
| アレカ・パーソード   | 女子100m自由形     | 1分02秒03 | 64位 | 予選敗退 | 予選敗退 | 予選敗退 | 予選敗退 |
| アレカ・パーソード   | 女子100mバタフライ | 1分06秒49 | 52位 | 予選敗退 | 予選敗退 | 予選敗退 | 予選敗退 |